# 브래드 요더

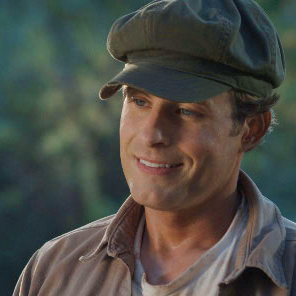

브래드 요더(Brad Yoder, 1971년 8월 18일 ~ )는 미국의 영화 프로듀서, 배우이다.

## 영화
- 레드 더트 라이징 (2011년) - 지미 역